# Taphrodesmus vestitus
Taphrodesmus vestitus är en mångfotingart som beskrevs av Filippo Silvestri 1910. Taphrodesmus vestitus ingår i släktet Taphrodesmus och familjen Sphaeriodesmidae. Inga underarter finns listade i Catalogue of Life.